# Chytonix brunnea
Chytonix brunnea är en fjärilsart som beskrevs av M.Gaede 1915. Chytonix brunnea ingår i släktet Chytonix och familjen nattflyn. Inga underarter finns listade i Catalogue of Life.